# Кудашеве

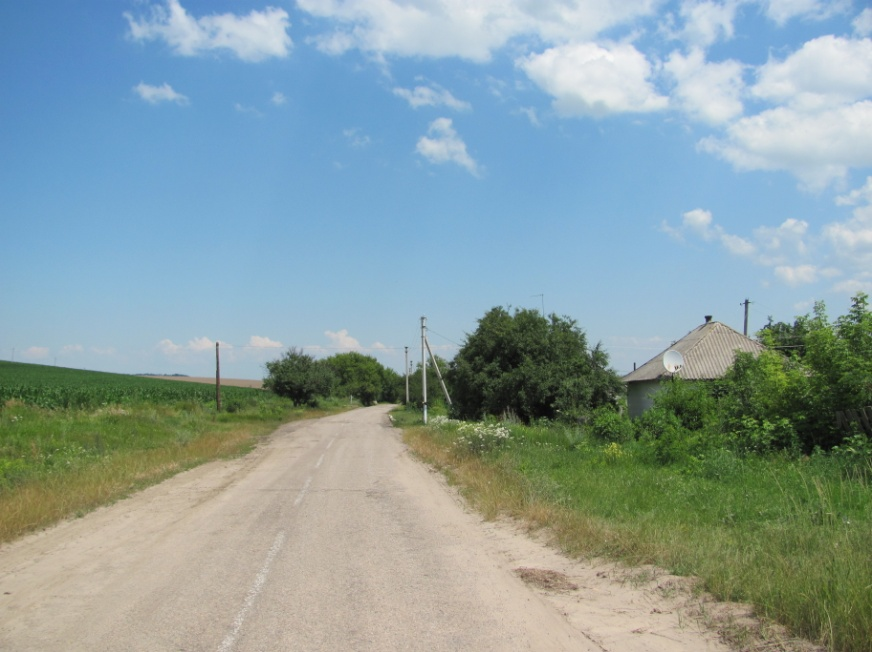
На вулиці в селі Кудашеве, літо 2016-го року

Кудашеве — селище у Черкаському районі Черкаської області, підпорядковане Чигиринській міській громаді. Розташоване на півдні району, на річці Чутка. Населення — 67 осіб (2007).
Станом на 2016-й рік село Кудашеве налічує в собі до 50 жителів. І якщо звертатися до первинної топоніміки та власної початкової назви села то ми зустрічаємо певні нестиковки. По-перше, це не повністю Кудашеве, адже верхня вулиця це геть інше поселення, яке раніше називалося Зелений Яр, на відміну від нижньої, яка й справді є Кудашевим, у період радянщини та пострадянщини по Чигиринщині навіть курсував маршрут: «Чигирин — Зелений Яр», але з плином часу два хутора між собою злилися і утворили по собі один, назва якого Вам відома — Кудашеве. Сама назва Кудашеве пішла від пана Кудашева, який і тримав це поселення, після смерті якого воно так і лишилось.

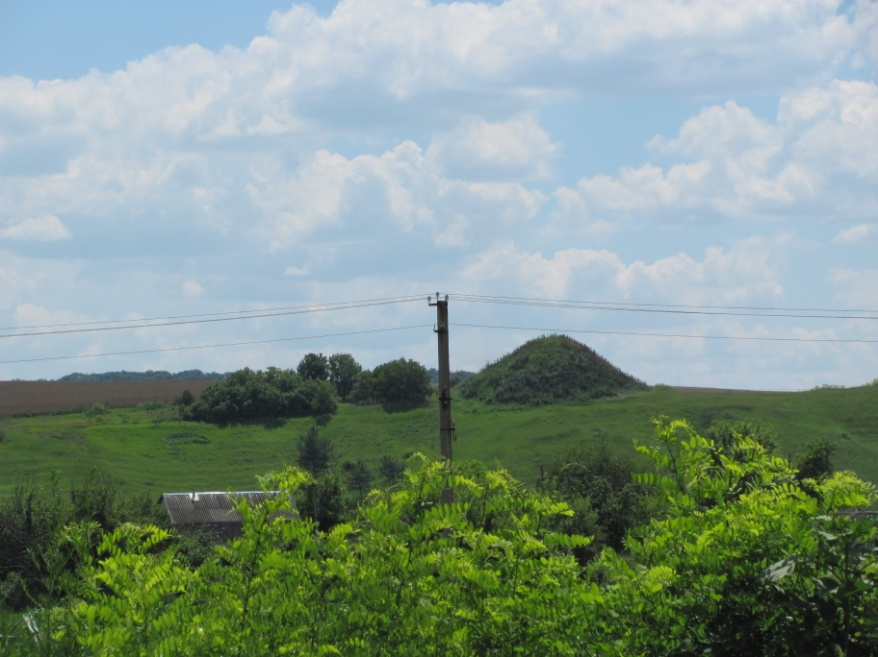
Панська могила

Неподалік від села, за ставком, на зрізаному пагорбі розташовувалась козацька вежа за допомогою якої козаки передавали сигнали один-одному про наближення, скажімо, ворога, або чогось іншого, вже пізніше, після знищення козацтва там часто гуляє молодь, а її по-народному називають «Пупок». Через Зелений Яр проходила дорога чумаків в Крим по сіль, саме за цим селом вони ставали, щоб напоїти своїх волів та й самим перепочити. В цьому ж селі знаходився вітряк, який стояв на пагорбі за селом. Так як в селі своєї церкви не було то жителі ходили на свята та в неділю до сусіднього села — Юхимове, там та церква є і по-сьогоднішній день.
Село зазнало голоду 33-го, тоді ж, приблизно вимерла половина села. Не оминув його і голод 47-го, люди ходили пухлі, падали з ніг.
В період Другої Світової війни село окупували три німецьких мотопіхотних з'єднання, загальною кількістю в 6 чоловік, проте їх контора була в сусідньому селі, тобто Юхимове. Через село вони їздили на Чигирин за продуктами, верталися повними продовольством, у щент набитими машинами та підводами. Бувало й таке, що їх не було декілька тижнів, але потім вони з'являлись. Їх ставлення до жителів села було різне, дехто безжалісно карав та калічив, а дехто діливсь шматком хліба з голодними дітьми і гладячи їх по голові казав: «Kinder, Kinder..», згадуючи, що в нього там, вдома теж такі ж діти, а ця війна вже остогидла.
Коли ж наступали наші і вівся артобстріл, жителі Тарасо-Григорівки тікали до хатин жителів Зеленого Яру та Кудашевого, а ті, у свою чергу в Юхимове.. На той час в сім'ях було по 5-7 чоловік, а війна все йшла. Жителі сіл здригнулися, коли вночі йшла радянська техніка по їхнім вулицям, це були і танки, і мотоцикли, піхота. Було зрозуміло, що перемога вже близько, війна скінчиться. Проте, один танк таки підбили, він за переказами і по сьогоднішній день у водах одного зі ставків річки Чутки.
В середині ХХ століття у Зеленому Яру створюють колгосп «Червоний молот», якому також підпорядковуються Тарасо-Григорівка, Кудашеве та далека в порівнянні від них село Вербівка. Жителі цих сіл були змушені в колгосп віддавати 10-ту частину від свого врожаю, радянська влада не дивилася чи був у них врожай в цьому році чи ні, одне слово — мусиш. Нерідко, селяни залишались без зерна — голодували.
Приблизно в 1950-х роках через села прокладають асфальтовану дорогу, яка вела аж до Знам'янки, до неї люди їздили підводами, машинами, навіть пішки.